# 彭端吾
彭端吾（？—1626年），字元庄，號嵩螺，河南歸德府夏邑县人。明朝政治人物。

## 生平
万历十三年（1585年）乙酉科河南鄉試舉人，二十九年辛丑科進士，工部觀政，三十一年授中书舍人，三十三年行取，三十六年選授山西道御史，巡视北城，三十七年巡按南直隸两淮盐政，三十九年巡按漕運，四十年巡按四川。万历四十四年四月升为陕西参政。四十五年京察罢，天啓元年（1621年）降为山東布政司都事，二年升行人司右司副，三年三月升光禄寺寺丞，五月升本寺少卿，十月升太常寺少卿，四年升通政使司右通政，五年（1625年）四月以病自陈乞休，命致仕。天啓六年卒。

## 家族
曾祖彭悠久，號久塘，弘治年间自江西廬陵縣徙居河南夏邑。祖彭中美，字日章，號河洲，嘉靖四年乙酉河南鄉試第一名舉人。父彭好古（1518年-1570年），字子述，號慕州，嘉靖十六年丁酉舉人，官真定府新城、西安府同官二知县，有八子：從吾、健吾、淑吾、徵吾、行吾、端吾、七贤、八士，號為老八門。兄彭健吾，万历十一年進士。馮七賢，萬曆乙酉舉人。子彭尧谕、彭尧泰。孫彭舜龄（彭尧泰子），清順治六年己丑进士，文林郎，浙江嘉兴府、山东登州府推官。